# Ray Cummings
Ray Cummings (Raymond King Cummings) (n. 30 august 1887, New York - d. 23 ianuarie 1957, Mount Vernon, New York) este un scriitor american de literatură științifico-fantastică.
A debutat pe 15 martie 1919 în revista All-Story Weekly – cu romanul The Girl In The Golden Atom.
În The Girl In The Golden Atom este vorba de călătoria unui ’’Foarte Tânăr Om’’ în universul unui atom de argint din inelul său unde descoperă pe o minusculă planetă o tânără de mare frumusețe, Lylda, de care se îndrăgostește.